# Joey Ramone
‎
Joey Ramone, nome artístico de Jeffrey Ross Hyman (Nova Iorque, 19 de maio de 1951 — Nova Iorque, 15 de abril de 2001), foi um vocalista norte-americano e letrista, sendo seu trabalho mais conhecido a banda de punk rock Ramones. Junto com seu companheiro de banda Johnny Ramone (John Cummings), foram os únicos membros que permaneceram desde o início da banda até o fim em 1996

## Primeiros anos e carreira musical
Hyman cresceu em Forest Hills, no Queens, em uma comunidade de judeus. Teve uma vida bastante conturbada, o que inspirou o som "We're A Happy Family", do álbum "Rocket to Russia". Seus pais se divorciaram no começo de 1960. Sua mãe, Charlotte Lesher (1926-2007), encorajou um interesse na música em ambos os filhos: Joey e seu irmão mais novo, Mitchell (que atende pelo pseudônimo de Mickey Leigh).
Leigh, irmão de Joey, no DVD End of the Century: The Story of the Ramones, diz que Joey tinha TOC (Transtorno Obsessivo Compulsivo) e que ele era considerado esquisito e solitário. No mesmo DVD, Joey diz que a música salvou sua vida e seu irmão diz que ele se sentia bem e que ele era diferente ao cantar e que aquilo era um incentivo para ele deixar suas inseguranças e sua timidez de lado.
Joey morreu de linfoma em 15 de abril de 2001, no Presbyterian Hospital da cidade de Nova Iorque. Ele aparentemente conviveu com linfoma durante cerca de 4 anos, já que ele foi examinado numa clínica especializada em câncer em meados dos anos 1990. Encontra-se sepultado no Hillside Cemetery, Lyndhurst, Condado de Bergen, Nova Jérsei nos Estados Unidos.
O músico tem um álbum solo (póstumo) que foi lançado em 2002, um ano após a sua morte (e ano também que os Ramones entraram para o Rock and Roll Hall of Fame). Este álbum, intitulado de "Don't Worry About Me", contém a regravação de "What a Wonderful World".
Após vários anos de desenvolvimento, seu segundo álbum solo, intitulado "Ya Know?", foi lançado em 22 de maio de 2012.
Em 2013 seu irmão Mickey Leigh junto com o jornalista Legs McNeil, famoso pelo livro Mate-me Por Favor, lançou a biografia de Joey Ramone, auto intitulado Eu dormi com Joey Ramone, pela editora dublinense, 362 págs. tradução de Hilton Lima no Brasil.

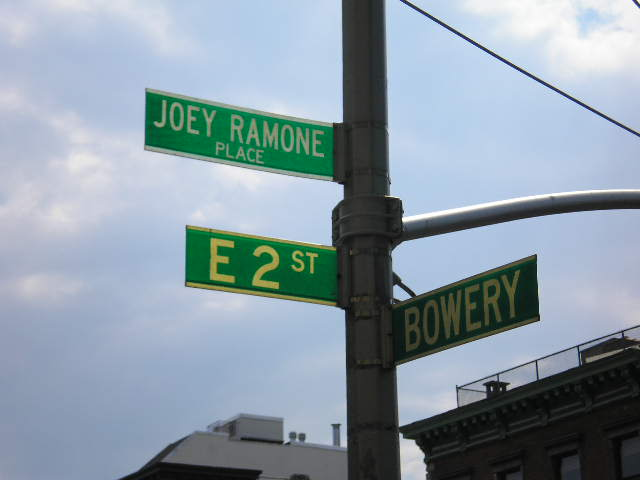
Joey Ramone Place, em Nova Iorque

## Morte

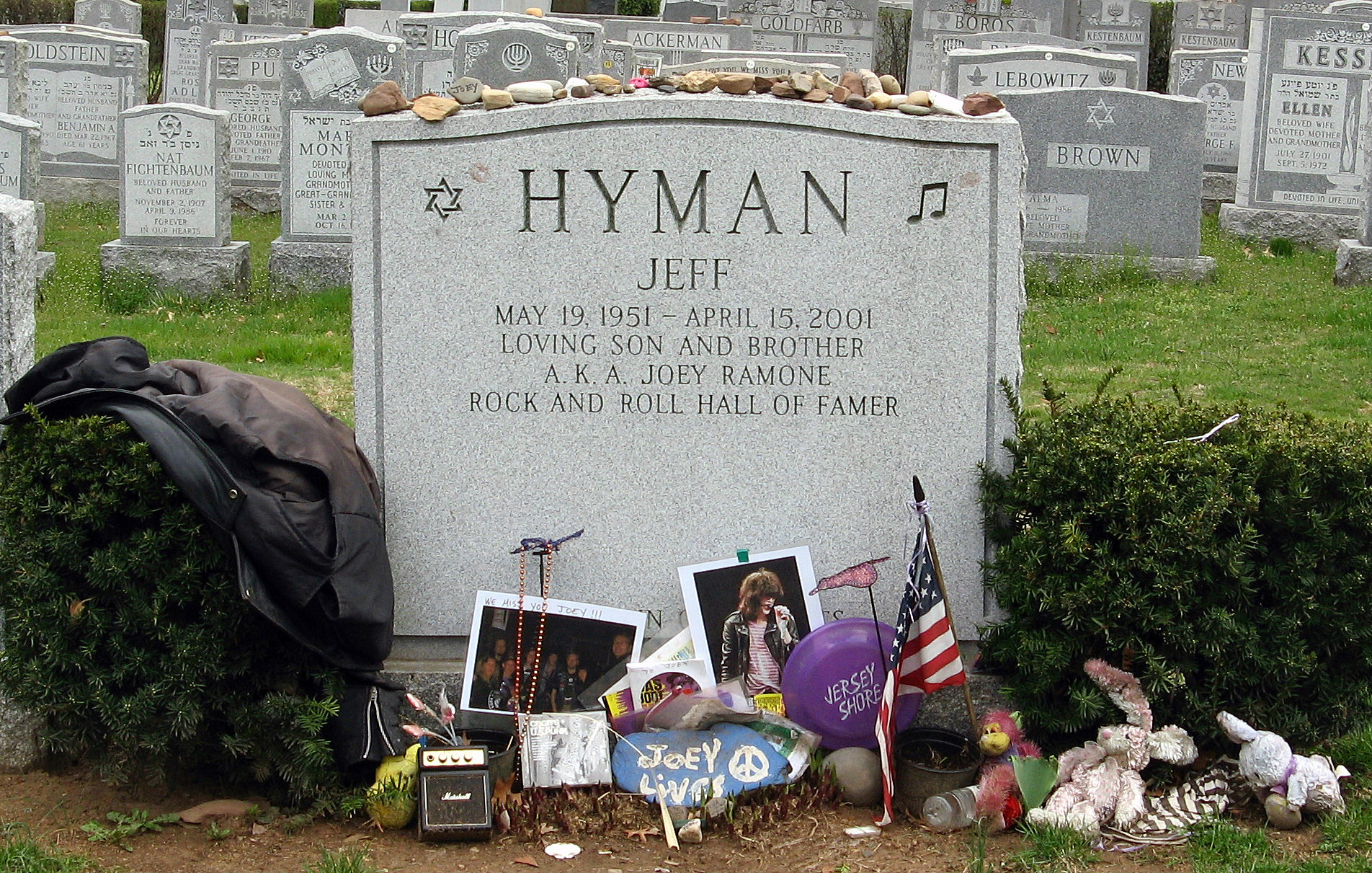
Lápide de Joey Ramone com tributos de fãs

Joey Ramone morreu aos 49 anos após uma batalha de sete anos contra o linfoma no Hospital Presbiteriano de Nova York em 15 de abril de 2001, um mês antes de completar 50 anos. Ele estava ouvindo a música "In a Little While" do U2 quando morreu. Em uma entrevista em 2014 para a Radio 538, o vocalista do U2 Bono confirmou que a família de Joey Ramone disse a ele que Ramone ouviu a música antes de morrer, o que Andy Shernoff (The Dictators) também confirmou.
Seu álbum solo Don't Worry About Me foi lançado postumamente em 2002, e traz o single "What a Wonderful World", um cover do padrão Louis Armstrong. A MTV News afirmou: "Com sua marca registrada de tons rosa, jaqueta de couro preta, cabelo na altura dos ombros, jeans rasgados e vozes alternadamente rosnando e cantando, Joey era o padrinho do punk."
Em 30 de novembro de 2003, um quarteirão da East 2nd Street na cidade de Nova York foi oficialmente renomeado para Joey Ramone Place. É o quarteirão onde Hyman morou com o colega de banda Dee Dee Ramone e fica próximo ao antigo clube de música CBGB, onde os Ramones começaram sua carreira. O aniversário de Hyman é comemorado anualmente por casas noturnas de rock 'n' roll, hospedadas em Nova York por seu irmão e, até 2007, por sua mãe, Charlotte. Joey Ramone está enterrado no Hillside Cemetery em Lyndhurst, New Jersey.
Os Ramones foram nomeados como homenageados para o Rock and Roll Hall of Fame como parte da classe de 2002.

## Discografia

### Ramones

#### Álbuns
- Ramones (1976)
- Leave Home (1977)
- Rocket to Russia (1977)
- Road to Ruin (1978)
- End of the Century (1980)
- Pleasant Dreams (1981)
- Subterranean Jungle (1983)
- Too Tough to Die (1984)
- Animal Boy (1986)
- Halfway to Sanity (1987)
- Brain Drain  (1989)
- Mondo Bizarro (1992)
- Acid Eaters (1993)
- ¡Adios Amigos! (1995)

#### Singles
- "Blitzkrieg Bop" (1976)
- "I Wanna Be Your Boyfriend" (1976)
- "I Remember You" (1977)
- "Swallow My Pride" (1977)
- "Sheena Is a Punk Rocker" (1977)
- "Rockaway Beach" (1977)
- "Do You Wanna Dance?" (1978)
- "Don't Come Close" (1978)
- "Needles and Pins" (1978)
- "She's the One" (1979)
- "Rock 'n' Roll High School" (1979)
- "Baby, I Love You" (1980)
- "Do You Remember Rock 'n' Roll Radio?" (1980)
- "We Want the Airwaves" (1981)
- "She's a Sensation" (1981)
- "Psycho Therapy" (1983)
- "Time Has Come Today" (1983)
- "Howling at the Moon" (Sha-La-La)" (1984)
- "Chasing the Night" (1985)
- "My Brain is Hanging Upside Down (Bonzo Goes to Bitburg)" (1985)
- "Somebody Put Something in My Drink" (1986)
- "Something to Believe In" (1986)
- "Crummy Stuff" (1986)
- "A Real Cool Time" (1987)
- "I Wanna Live" (1987)
- "Pet Sematary" (1989)
- "I Believe in Miracles" (1989)
- "Poison Heart" (1992)
- "Strength to Endure" (1992)
- "Touring" (1993)
- "Journey to the Center of the Mind" (1993)
- "Substitute" (1993)
- "7 and 7 Is" (1994)
- "I Don't Want to Grow Up" (1995)
- "The Crusher" (1995)
- "R.A.M.O.N.E.S." (1996)

### Trabalhos solo
- Don't Worry About Me – Joey Ramone (2002)*
- ...Ya Know? – Joey Ramone (2012)*

*álbuns póstumos

#### Releases
- In a Family Way EP – Sibling Rivalry (1994)
- Merry Christmas (I Don't Want to Fight Tonight) single – Joey Ramone (2001)
- Don't Worry About Me – Joey Ramone (2002)
- Christmas Spirit…In My House EP – Joey Ramone (2002)
- Ramones: Leathers from New York EP – The Ramones and Joey Ramone (solo) (1997)
- Ya Know? – Joey Ramone (2012)

#### Singles
- "I Got You Babe" (1982)
- A duet with Holly Beth Vincent
- "What a Wonderful World" (2001)